# Vienna Capitals
Vienna Capitals – austriacki klub hokejowy z siedzibą w Wiedniu. 
Drużyna występuje w rozgrywkach Erste Bank Eishockey Liga. W 2017 zgłoszono zespół rezerwowy klubu do rozgrywek Erste Liga.

## Informacje ogólne
- Nazwa: Vienna Capitals
- Rok założenia: 2000
- Barwy: czarno-żółto-czerwone
- Lodowisko: Albert Schultz Eishalle
- Adres: Attemsgasse 1, 1220 Wien
- Pojemność: 7022[1]

## Sukcesy

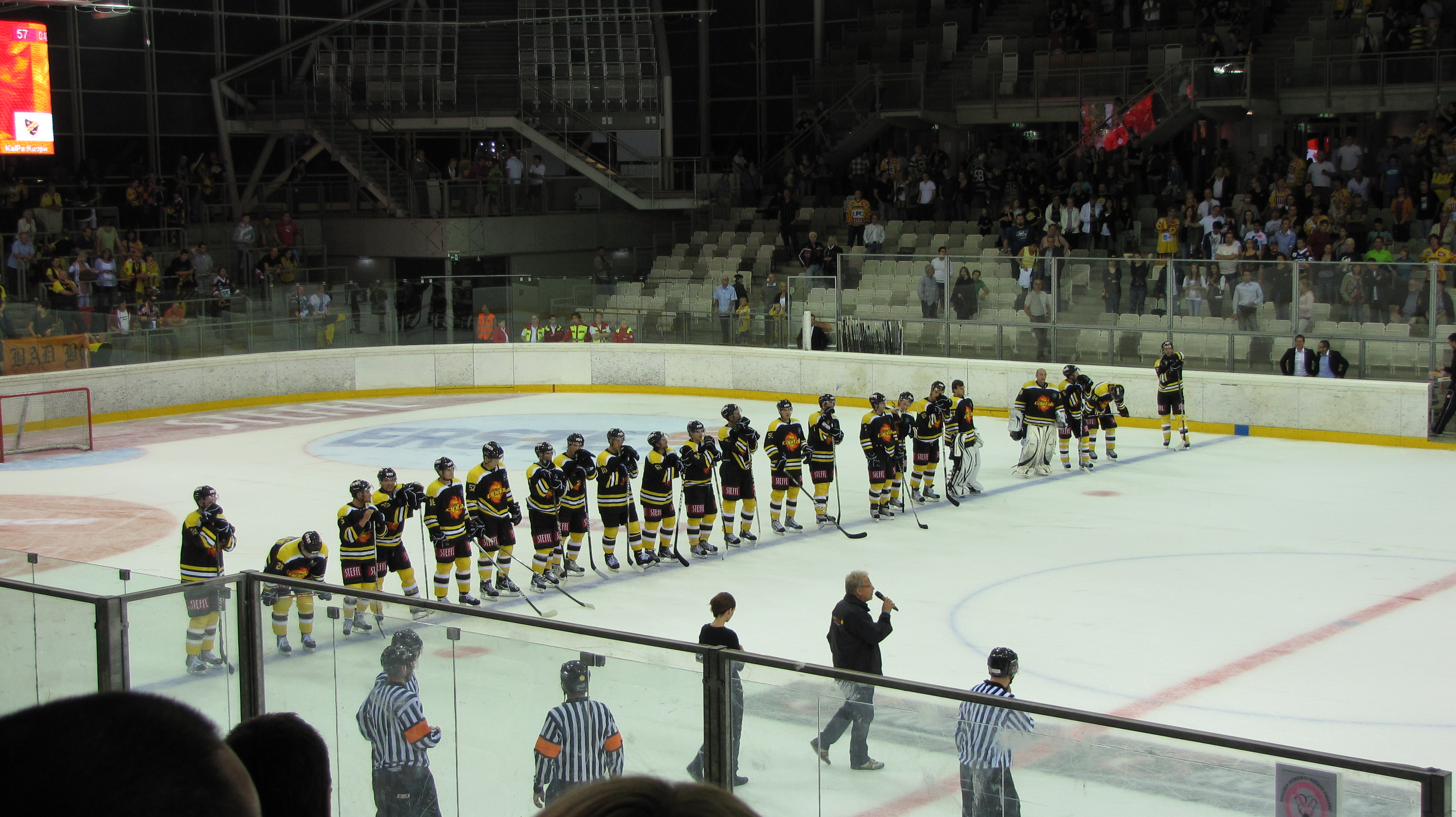
Drużyna Vienna Capitals w 2011

- Złoty medal mistrzostw Austrii: 2005, 2017
- Srebrny medal mistrzostw Austrii: 2013, 2015, 2019